# سیارک ۸۷۰

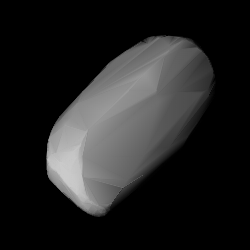
مدل سه‌بُعدی سیارک ۸۷۰ بر طبق منحنی نور آن

سیارک ۸۷۰ (به انگلیسی: 870 Manto، نامگذاری:1917BX) هشتصد و هفتادمین سیارک کشف شده‌است که در ۱۲ مه ۱۹۱۷ و در هایدلبرگ کشف شد.

قدر مطلق سیارک برابر ۱۳٫۱۰ است.